# Stilbospora meridionalis
Stilbospora meridionalis är en svampart som först beskrevs av Domenico Saccardo, och fick sitt nu gällande namn av B. Sutton & Dyko 1989. Stilbospora meridionalis ingår i släktet Stilbospora, divisionen sporsäcksvampar och riket svampar.   Inga underarter finns listade i Catalogue of Life.